# چارلز تیلور (لیبریا)
چارلز مک آرتور گنکی تیلور (زاده ۲۸ ژانویه ۱۹۴۸، آرکینگتون، لیبریا) جنگ‌سالار و رهبر شبه نظامی لیبریایی که از ۲ آگوست ۱۹۹۷ تا سال ۲۰۰۳ رئیس‌جمهور لیبریا بود او دارای مدرک رشته اقتصاد از کالج بنتلی در ماساچوست آمریکا و فرزند سوم از ۱۵ فرزند خانواده‌ای با والدین آمریکایی است. وی در سال ۲۰۰۳ به تبعید در نیجریه رفت و از آنجا نهایتاً برای محاکمه به دادگاه لاهه فرستاده شد.

## اتهامات
چارلز تیلور در سال ۱۹۸۹ میلادی، شورش مسلحانه‌ای را در لیبریا رهبری کرد که به حوادث موسوم به «جنگ داخلی لیبریا» انجامید. درگیری‌های خونینی که بیش از ۴۰۰ هزار کشته برجای گذاشت. یکی ار رادیکال‌ترین گروه‌های مورد حمایت چارلز تیلور با گذشتن از مرز شمالی لیبریا، وارد کشور سیرالئون شد و خشونت‌ها به این کشور نیز کشیده شد. «جنگ داخلی سیرالئون» حدود یک دهه به به طول انجامید و حدود ۱۲۰ هزار کشته بر جای گذاشت. کشته‌شدگان این جنگ‌ها، تنها نظامیان نبودند. ده‌ها هزار نفر از مردم عادی، نیز مورد تجاوز، قطع عضو، بردگی و ربوده‌شدن فرزندانشان برای شرکت در جنگ واقع شدند.
بر اساس شهادت یکی از رهبران جوخه‌های مرگ در دادگاه لاهه، چارلز تیلور به سربازانش دستور داده بود تا اعضای قبیله کراهن - قبیله ساموئل دو، رئیس‌جمهور اسبق لیبریا - را بخورند.
از دیگر اتهامات چارلز تیلور، فروش «الماس‌های خونین» به دست آمده از اردوگاه‌های کار اجباری، جهت خرید اسلحه و تأمین نیاز تسلیحاتی جبهه متحد انقلابی سیرالئون بوده‌است.
در دادگاه، از دیگر اتهامات او مسلح‌کردن و استفاده از نوجوانان به عنوان سرباز در جبهه متحد انقلابی سیرالئون عنوان شده بود.

## محکومیت در دادگاه لاهه
چالرز تیلور در تاریخ ۲۶ آوریل ۲۰۱۲ میلادی، طی حکم دادگاه بین‌المللی لاهه به ۱۱ مورد اتهام از جمله «جنایت جنگی» و «جنایت علیه بشریت» محکوم شناخته شد.
در ۳۰ مه ۲۰۱۲ وی در دادگاه ویژهٔ سیرالئون در لاهه به اتهام ارتکاب جنایات جنگی به پنجاه سال زندان محکوم شده‌است. آقای تیلور در طول برگزاری دادگاه به خاطر جنایات خود ابراز تاسف نکرده‌است.
با توجه به این که دولت هلند فقط برگزاری دادگاه را تقبل کرده، آقای تیلور باید دوره محکومیت خود را در بریتانیا بگذراند. بریتانیا گفته‌است که نوع زندان به مدت حبس آقای تیلور بستگی خواهد داشت.